# SMS Nassau
La SMS Nassau fu la prima nave da battaglia tipo dreadnought costruita per la marina imperiale tedesca, in risposta al varo della HMS Dreadnought. La Nassau fu impostata il 22 luglio 1907 presso i cantieri navali Kaiserliche Werft di Wilhelmshaven, e varata in meno di un anno il 7 marzo 1908, circa 25 mesi dopo la Dreadnought. Fu la capoclasse della Classe Nassau, comprendente la Posen, la Rheinland ed la Westfalen.
La Nassau fu schierata nel Mare del Nord dall'inizio della prima guerra mondiale, nella II. Division (IIª divisione) del I. Geschwader (Iª squadra da battaglia) della Hochseeflotte. Nell'agosto del 1915, partecipò alla battaglia del golfo di Riga nel Mar Baltico dove affrontò la nave da battaglia russa Slava. Dopo essere ritornata nel Mare del Nord, la Nassau con la sua squadra, prese parte alla battaglia dello Jutland il 31 maggio – 1 giugno 1916. Durante la battaglia speronò l'incrociatore britannico  HMS Spitfire danneggiandolo gravemente. Nella battaglia la Nassau ebbe 11 morti e 16 feriti.
Dopo l'armistizio, la gran parte della Hochseeflotte fu internata nella base navale britannica di Scapa Flow, mentre le navi della classe Nassau, ritenute obsolete, furono lasciate nei porti tedeschi. Dopo che la flotta tedesca prigioniera a Scapa Flow si era autoaffondata, la Nassau e le sue tre pariclasse furono cedute agli Alleati come risarcimento per le navi affondate. La Nassau fu ceduta al Giappone nell'aprile del 1920. Non avendo interesse per la nave, le autorità giapponesi la vendettero ad una ditta di demolizioni britannica che la fece demolire a Dordrecht, nei Paesi Bassi.

## Caratteristiche tecniche

Schema della disposizione delle batterie principali nella classe Nassau

La Nassau era lunga 146,1 m (479 ft 4 in), larga 26,9 m (88 ft 3 in), ed aveva un'altezza di 8,9 m (29 ft 2 in). Dislocava 18 873 t (18 575 long ton), che potevano aumentare fino a 20 535 t (20 211 long ton). L'equipaggio consisteva in 40 ufficiali e 968 marinai. La Nassau manteneva i motori alternativi a vapore a tripla espansione e le caldaie a carbone rispetto alle turbine ed alle caldaie a nafta delle navi più moderne. I tre motori erano progettati per una potenza complessiva di 16 181 kW (21 699 ihp) che gli consentiva una velocità massima di 20 nodi (37 km/h). L'autonomia era di 8 300 miglia nautiche (15 400 km) a 12 nodi (22 km/h) di crociera. L'installazione di una propulsione convenzionale fu richiesta sia dall'ammiraglio Alfred von Tirpitz che dal dipartimento tecnico della marina tedesca. Il motivo principale di tale scelta era il costo delle royalities dovute alla Parsons che aveva il brevetto delle grandi turbine navali e richiedeva 1 milione di gold mark per ogni nave equipaggiata. Fino al 1910 le imprese tedesche non furono in grado di realizzare turbine in proprio.
La Nassau era armata con dodici cannoni 28 cm (11 in) SK L/45 posti in sei torrette binate disposte in un originale schema esagonale. Dodici cannoni 15 cm (6 in) SK L/45 e sedici da 8,8 cm (3 in) SK L/45costituivano le batterie secondarie poste in casamatta. La nave era dotata anche di sei tubi lanciasiluri da 45 cm (18 in) posti sotto la linea di galleggiamento. Uno verso a prua, uno a poppa, e due su ogni lato di bordata, all'altezza della fine della paratoia parasiluro. La cintura corazzata aveva uno spessore di 270 mm (11 in) nella parte centrale ed il ponte corazzato era di 80 mm (3 in). Le torrette erano protette da 280 mm (11 in) di corazza, e la torre di comando da 400 mm (16 in).

## Servizio

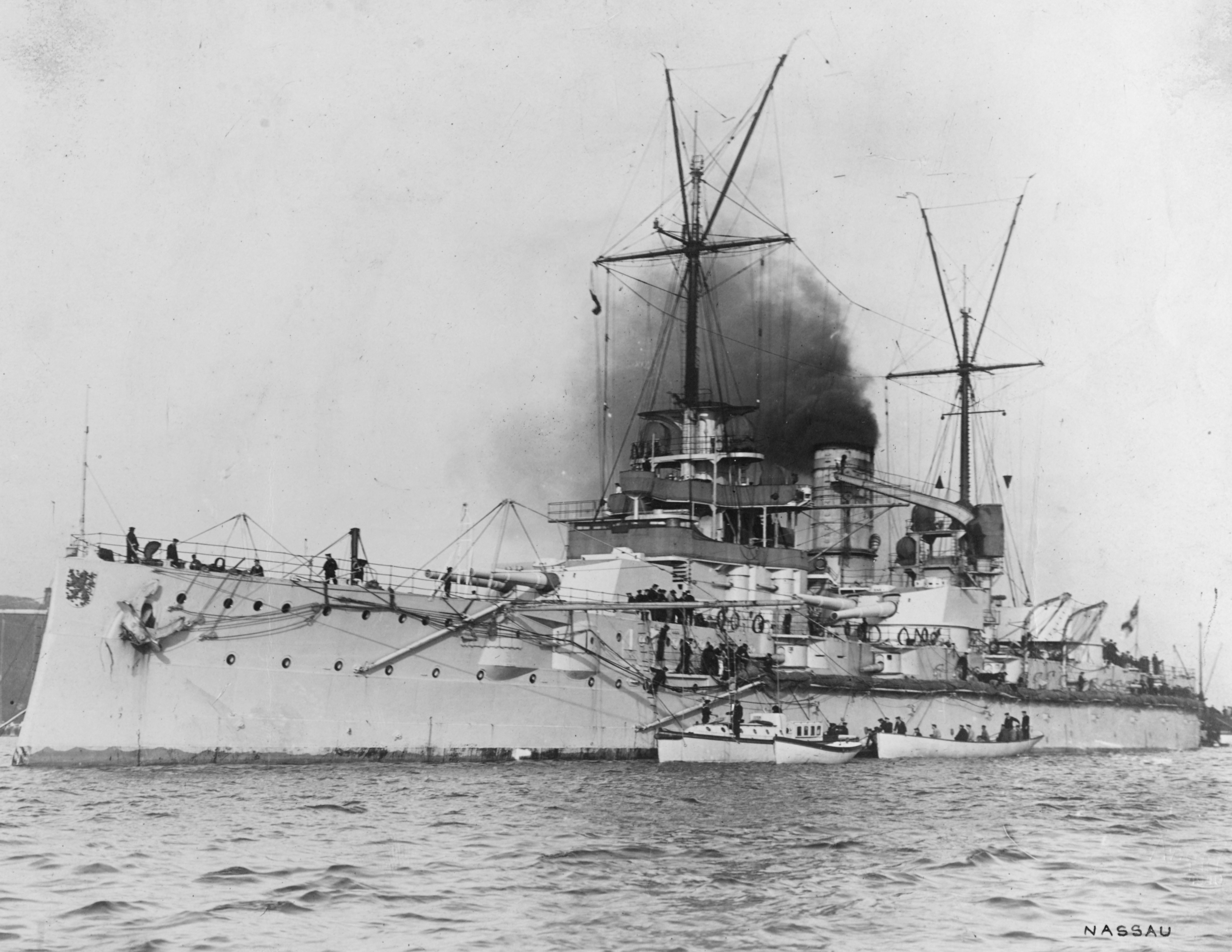
La Nassau 1909–1910

La Nassau fu ordinata con il nome provvisorio Ersatz Bayern, come sostituta della Bayern. Lo scafo fu impostato in cantiere il 22 luglio 1907 presso i cantieri Kaiserliche Werft di Wilhelmshaven, con il numero di cantiere 30. La costruzione fu protetta da un'assoluta segretezza; il cantiere era sorvegliato dall'esercito, come anche le ditte che fornivano gli allestimenti, quale la Krupp. Il varo avvenne il 7 marzo 1908; fu battezzata dalla principessa Hilda di Lussemburgo, ed il Kaiser Wilhelm II ed Enrico di Meclemburgo-Schwerin, in rappresentanza della Casa d'Orange-Nassau della consorte.
L'allestimento subì un grave ritardo a causa dell'allagamento dello scafo in allestimento dovuto ad un errore umano, lo scafo non era dotato ancora delle paratie stagne l'allagamento si estese per gran parte della nave che si inclinò su di un lato e affondò di 1,6 m (5 ft 3 in) adagiandosi sul fondo del bacino di carenaggio. Il lavoro di esaurimento e pulizia si rivelò lungo e laborioso. I lavori di allestimento si conclusero nel settembre del 1909. Entrò in servizio nella Hochseeflotte il primo ottobre del 1909, iniziando subito le prove in mare. La HMS Dreadnought, la nave che aveva ispirato la costruzione della Nassau, era stata varata 25 mesi  prima, il 2 febbraio del 1906. La nave costò alla marina imperiale tedesca 37 399 000 marchi oro.

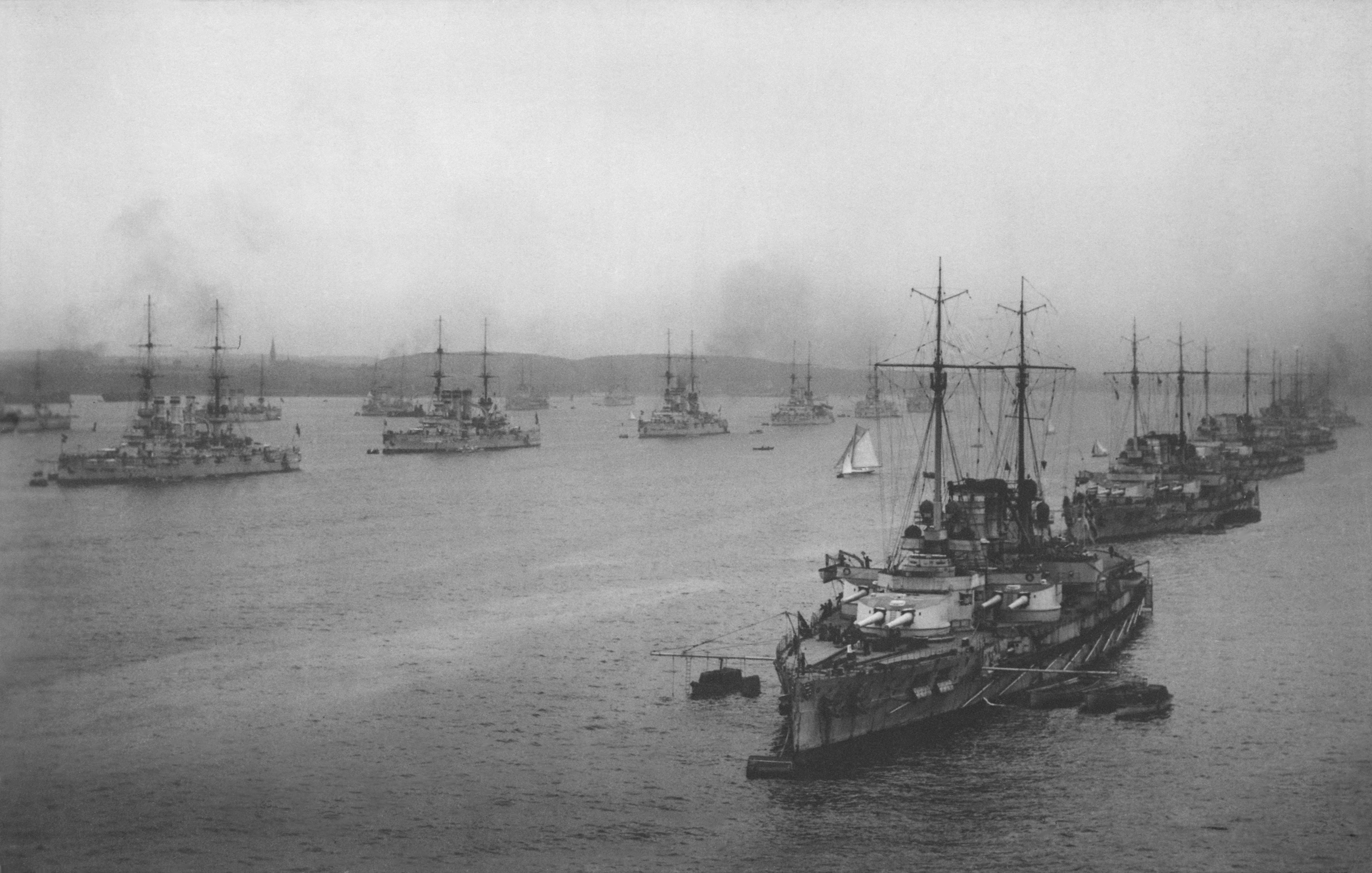
La Nassau in linea con il resto della sua squadra il I. Geschwader, 2. Division a Kiel prima della guerra

Il 16 ottobre 1909, la Nassau e la sua pariclasse Westfalen parteciparono ad una cerimonia per l'apertura del terzo canale di accesso ai cantieri navali di Wilhelmshaven. Presero parte alle manovre annuali, ancora nella fase di addestramento, della Hochseeflotte del febbraio 1910. La Nassau completò l'addestramento il 3 maggio e si unì al I. Geschwader appena formato. Per i successivi quattro anni, la nave partecipò alle periodiche crociere di addestramento a livello di squadra e di flotta. L'unica eccezione fu la crociera estiva di addestramento del 1912 quando, a causa della crisi di Agadir, la crociera fu limitata al Mar Baltico. Il 14 luglio 1914, iniziò l'annuale crociera della flotta tedesca verso la Norvegia. La crisi internazionale spinse il Kaiser ad interrompere la crociera dopo due settimane, e riportare la flotta nei porti per la fine di luglio. La guerra fra l'impero austro-ungarico ed il regno di Serbia iniziò il 28 luglio, ed in una settimana le maggiori potenze europee entrarono nel conflitto.

### Prima guerra mondiale
La Nassau, durante la guerra, partecipò a tutte le sortite della Hochseeflotte nel Mare del Nord. La prima missione fu condotta principalmente dagli incrociatori da battaglia al comando del contrammiraglio Franz von Hipper che effettuarono un bombardamento delle città costiere inglesi di Scarborough, Hartlepool, e Whitby il 15–16 dicembre 1914. La sortita era scortata a distanza da una flotta di 12 navi da battaglia che comprendeva la Nassau e otto pre-dreadnought. La sera del 15 dicembre, si avvicinarono fino a sole 10 nmi (19 km) da una squadra isolata di sei navi da battaglia britanniche. Gli ingaggi, nel buio della sera, fra le rispettive flottiglie di cacciatorpediniere portarono l'ammiraglio Friedrich von Ingenohl, comandante della flotta, a ritenere di essere di fronte all'intera Grand Fleet. Avendo l'ordine diretto del Kaiser di non mettere a rischio la sua flotta, von Ingenohl diede l'ordine di ritirarsi, evitando lo scontro.

#### Battaglia del Golfo di Riga
Nell'agosto del 1915, la flotta tedesca cercò di forzare il golfo di Riga per appoggiare la conquista di Riga da parte dell'esercito tedesco. Per riuscire nella missione, il piano tedesco prevedeva la distruzione o il ritiro delle forze navali russe nell'area, che comprendevano la nave da battaglia pre-dreadnought Slava e una flottiglia di cacciatorpediniere e siluranti. Il piano prevedeva anche la posa di un campo di mine attraverso l'accesso da nord del golfo per impedire l'arrivo di rinforzi da parte russa. La flotta tedesca formata per la missione comprendeva la Nassau e le sue tre pariclasse, le quattro navi della Classe Helgoland, e gli incrociatori da battaglia Von der Tann, Moltke, e Seydlitz. Al comando della flotta era il vice ammiraglio Franz von Hipper. Le otto navi da battaglia avrebbero fornito la copertura agli incrociatori da battaglia avanzanti. Il primo tentativo dell'8 agosto non ebbe successo, poiché ci volle troppo tempo per aprire un varco nei campi minati russi e al posamine tedesco Deutschland per posare un campo di mine difensivo.
Il 16 agosto 1915, fu fatto un secondo tentativo di forzare il golfo: la Nassau e la Posen, quattro incrociatori leggeri, e 31 cacciatorpediniere riuscirono a passare le difese russe. Il primo giorno dell'attacco il dragamine tedesco T 46 fu affondato insieme al cacciatorpediniere V 99. Il giorno dopo, la Nassau e la Posen ingaggiarono la nave da battaglia Slava, che fu colpita tre volte e costretta al ritiro. Al 19 agosto, i campi minati russi erano stati bonificati, così la flotta tedesca entrò nel golfo, ma già il giorno dopo, a causa dell'avvistamento di sommergibili alleati, fu dato l'ordine di ritirarsi. Solo la Nassau e la Posen rimasero fino al 21 agosto, dove appoggiarono le azioni che portarono all'affondamento delle cannoniere russe Сивуч II (Leone Marino IIº)  e Кореец (Coreana). L'ammiraglio Hipper in seguito si espresse così in merito alla missione tedesca: "Mantenere navi di valore per un tempo prolungato in un'area ristretta dove l'attività dei sommergibili nemici era in costante aumento, con il conseguente rischio di danni e perdite, era indulgere in un azzardo senza nessuna proporzione con il vantaggio che sarebbe derivato dall'occupazione del golfo prima della conquista di Riga da terra."

#### Battaglia dello Jutland

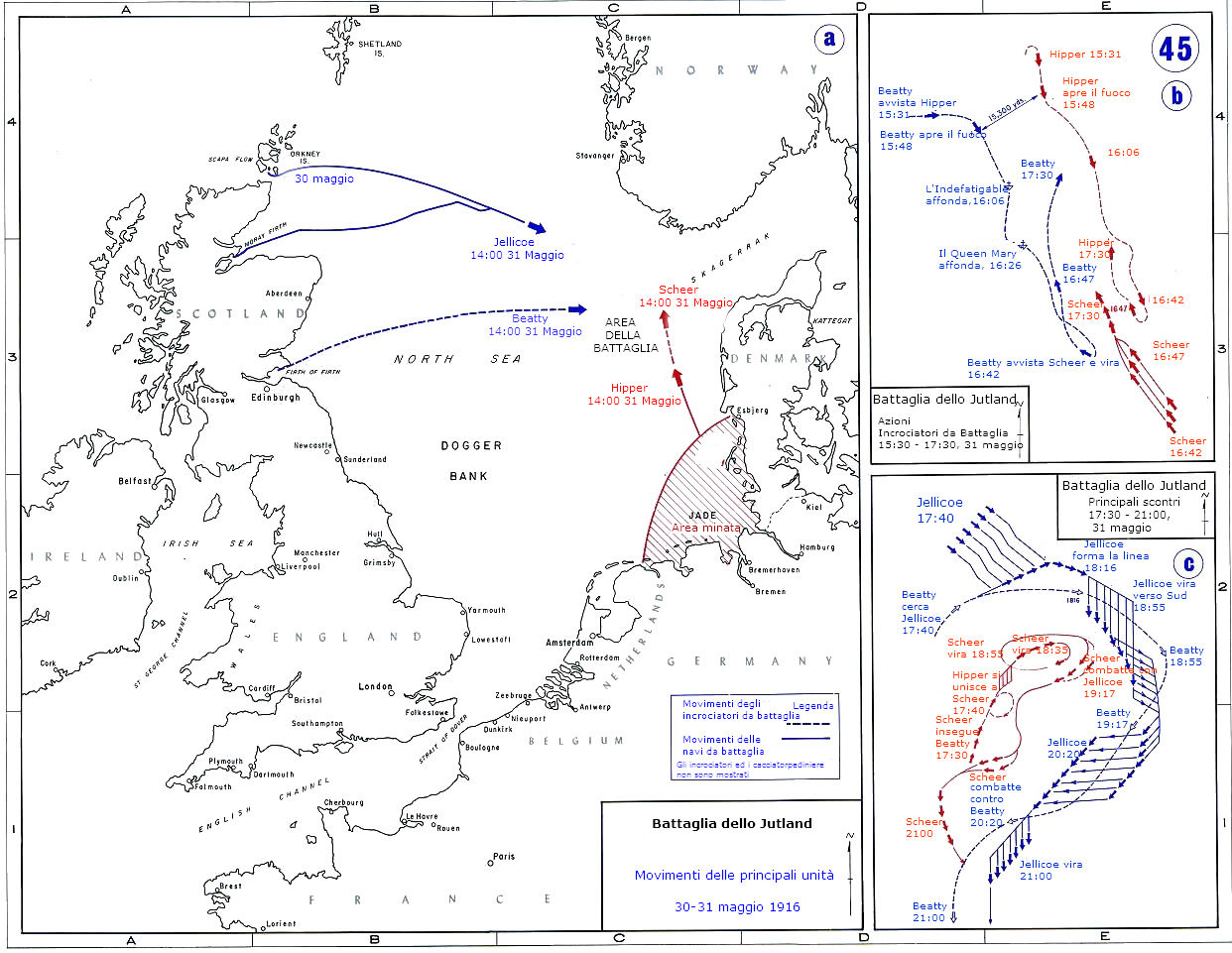
Schema della battaglia dello Jutland

La Nassau prese parte alla battaglia dello Jutland il 31 maggio – 1 Giugno 1916, con la II. Division del I. Geschwader (2ª divisione della prima squadra da battaglia). Per la maggior parte della durata della battaglia, il I. Geschwader formò la parte centrale della linea da battaglia tedesca, dietro il III. Geschwader del contrammiraglio Behncke, e seguita dalle obsolete pre-dreadnoughts del II. Geschwader del contrammiraglio Mauve. La Nassau era la terza nave di quattro, dietro la Rheinland e davanti alla Westfalen, mentre la Posen era l'ammiraglia di squadra. Quando la flotta tedesca si organizzò per la crociera notturna, l'ordine della linea fu invertito, così la Nassau divenne la seconda nave in linea, dietro alla Westfalen.
Tra le 17:48 e le 17:52, undici navi da battaglia tedesche, compresa la Nassau, ingaggiarono il 2nd Light Cruiser Squadron (2ª squadra incrociatori leggeri); la Nassau fece fuoco contro il  Southampton mettendo un proietto a segno alle 17:50 circa, ad una distanza di 20 100 yd (18 400 m), subito dopo l'izio dell'azione a fuoco. Il poietto colpì il Southampton sul lato destro obliquamente, senza creare danni rilevanti. La Nassau spostò il suo tiro sull'incrociatore Dublin; l'azione fu interrotta alle 18:10. Alle 19:33, la Nassau arrivò a portata di tiro delle batterie principali della nave da battaglia britannica Warspite; che lanciò alcune salve, ma dopo la virata generale di 180 gradi della flotta tedesca, sfuggì al tiro della nave britannica.
Poco dopo le 22:00, la Nassau ed il resto del I. Geschwader incontrarono, di nuovo, le forze da ricognizione della flotta britannica, tra cui l'incrociatore leggero Caroline, il Comus, ed il Royalist. La Nassau seguì la sua pariclasse Westfalen in una virata di 68° a sinistra per evadere un eventuale lancio di siluri. Le due navi tedesche fecero fuoco sul Caroline e sul Royalist da una distanza di circa 8 000 yd (7 300 m). Gli incrociatori britannici, dopo una breve manovra evasiva, si portarono in rotta per lanciare i siluri. Il Caroline ne lanciò due contro la Nassau; il primo passò vicino alla prua ed il secondo passò sotto la chiglia senza esplodere.

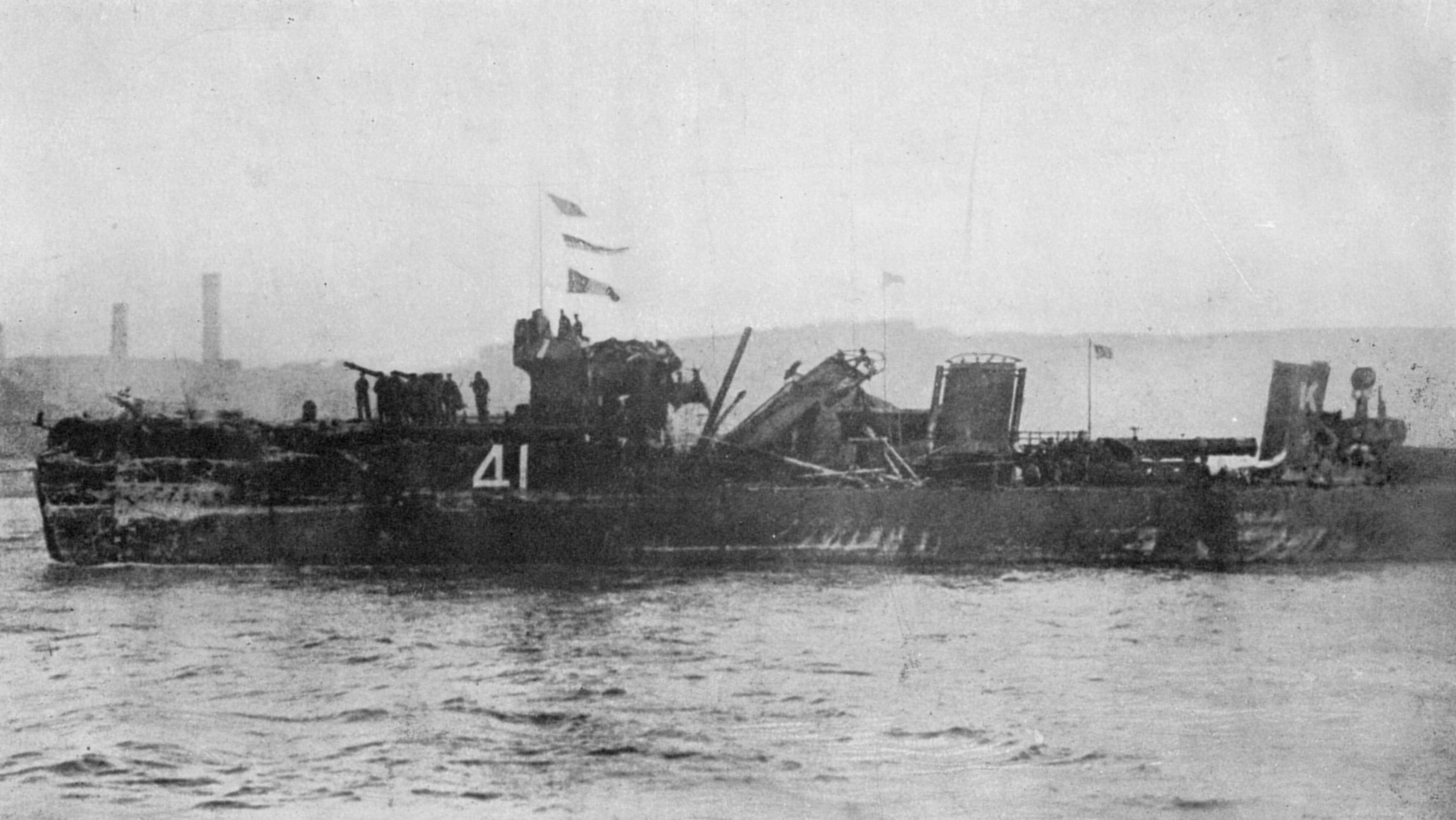
Lo HMS Spitfire danneggiato dalla Nassau

Attorno alla mezzanotte del 1 giugno, la flotta tedesca stava cercando di passare dietro la Grand Fleet quando incontrò una flottiglia di cacciatorpediniere britannici. La Nassau sorprese il caccia Spitfire, e cercò di speronarlo. Lo Spitfire cercò di evitare l'impatto, ma non riuscì a manovrare abbastanza in fretta. La Nassau fece fuoco con i cannoni della torrette anteriori contro l'incrociatore, ma non potevano essere abbassati abbastanza da colpire direttamente lo Spitfire, tuttavia la vampa devastò il ponte del cacciatorpediniere. Lo Spitfire riuscì a districarsi dalla Nassau, portandosi via un pezzo della corazzatura laterale della Nassau lungo 6 m. La collisione mise fuori uso uno dei cannoni da 15 cm della Nassau, e lasciò un'apertura di 3,5 m sopra la linea di galleggiamento, costringendo la nave a rallentare a 15 nodi (28 km/h). Nella mischia fu anche colpita da due proietti da 4 in (10 cm) dai caccia britannici, che danneggiarono le fotoelettriche e causarono alcuni feriti.
Poco dopo le 01:00, la Nassau e la Thüringen incontrarono l'incrociatore corazzato britannico Black Prince. La Thüringen fu la prima ad aprire il fuoco e devastò il Black Prince con 27 proietti da 305 mm e 24 da 150 mm. La Nassau e la Ostfriesland si unirono al fuoco, seguite dalla Friedrich der Grosse. Il bombardamento concentrato mise subito fuori uso l'incrociatore che fu avvolto dagli incendi; dopo un'enorme esplosione, affondò senza nessun superstite. Il relitto del Black Prince era sulla rotta della Nassau; per evitare la collisione, virò bruscamente verso il III. Geschwader, e, per evitare una collisione con la Kaiserin diede indietro tutta, così da poi ritrovarsi indietro, insieme alle pre-dreadnought Hessen e Hannover. Attorno alle 03:00, una flottiglia di cacciatorpediniere britannici avvistò la linea tedesca e si preparò ad un attacco con i siluri. Attorno alle 03:10, una forza di tre o quattro caccia uscirono dall'oscurità sul lato destro della Nassau; ad una distanza compresa tra 5 500 yd (5 000 m) e 4 400 yd (4 000 m), la Nassau aprì brevemente il fuoco per poi virare di 90° per evitare i siluri.
Avendo raggiunto le acque tedesche senza ulteriori incontri, la Nassau, e le pariclasse Posen e Westfalen, insieme alle navi della classe Helgoland, la Helgoland e la Thüringen, rimasero di guardia agli accessi dell'estuario dello Jade. Durante la battaglia, la Nassau fu colpita due volte da proietti relativamente leggeri, senza danni significativi. Ebbe 11 morti e 16 feriti tra l'equipaggio. Lanciò 106 proietti da 280 mm e 75 da 150 mm. I danni furono rapidamente riparati, e tornò in linea con la flotta il 10 luglio 1916.

### Operazioni successive

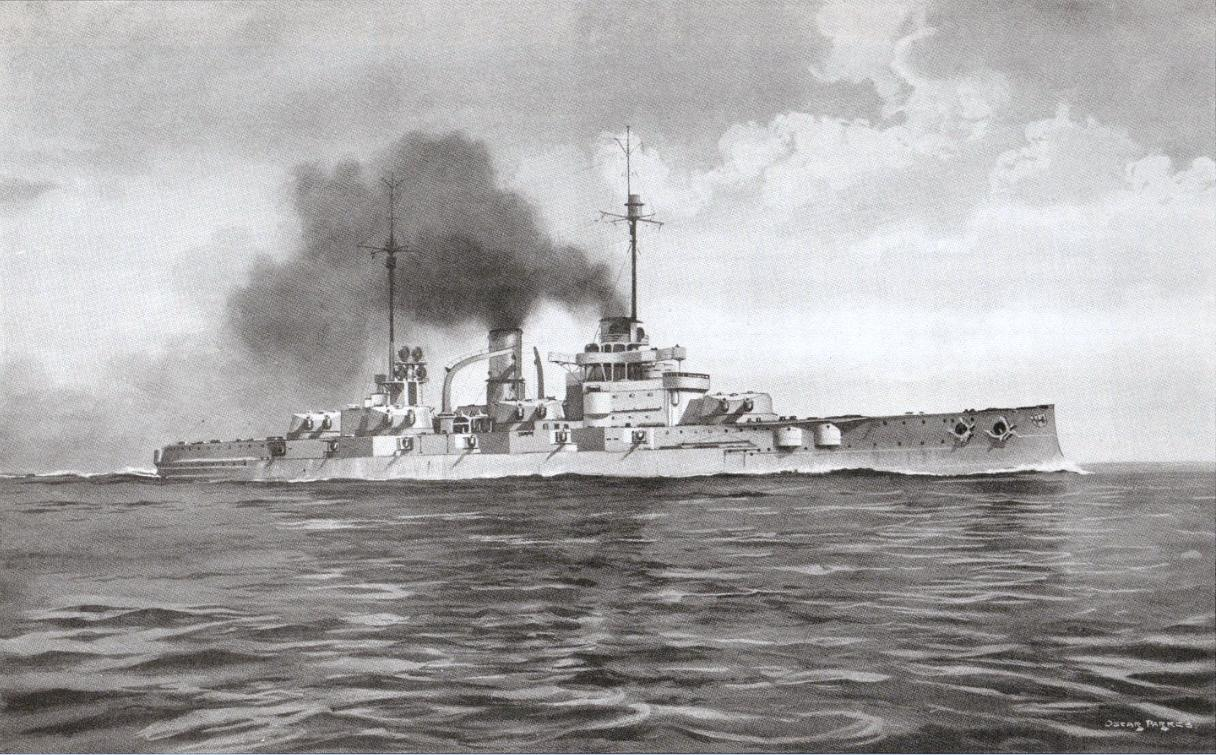
Un disegno illustrativo della marina britannica che rappresenta la Nassau con le batterie principali rivolte a destra

Dopo la battaglia dello Jutland, la flotta tedesca si impegnò in un'altra sortita il 18–22 agosto, che avrebbe portato il I. Aufklärungsgruppe a bombardare la città costiera di Sunderland nel tentativo di attirare e distruggere gli incrociatori da battaglia britannici dell'ammiraglio Beatty. Dato che, dopo la battaglia dello Jutland, solo due incrociatori da battaglia tedeschi erano in condizioni operative, furono assegnate tre navi da battaglia al I. Aufklärungsgruppe: Markgraf, Grosser Kurfürst, e la Bayern appena entrata in servizio. La Hochseeflotte, con in linea anche la Nassau, avrebbe seguito a distanza. Alle 06:00 del 19 agosto, la Westfalen fu silurata dal sommergibile britannico HMS E23 a 55 miglia nautiche (102 km) a nord dell'isola di Terschelling; la nave subì gravi danni ma fu in grado di tornare in porto. L'ammiragliato britannico venne a conoscenza della sortita tedesca grazie alla decrittazione delle trasmissioni tedesche e fece uscire la Grand Fleet per intercettare le navi tedesche. Alle 14:35, l'ammiraglio Scheer fu avvertito, dalla ricognizione tedesca, dell'avvicinarsi della Grand Fleet e, non volendo affrontare di nuovo l'intera flotta britannica appena 11 settimane dopo l'incerto scontro dello Jutland, si ritirò.
Fu tentata un'altra sortita nel Mare del Nord il 19–20 ottobre, senza risultati. Il 21 dicembre, la Nassau si arenò alla foce dell'Elba. Fu in grado di disincagliarsi da sola, e fu riparata ad Amburgo presso il cantiere Reihersteig, dove rimase fino al 1 febbraio 1917. Il 23–25 aprile fece parte della flotta che cercò di intercettare un convoglio britannico nelle acque norvegesi, missione che fu interrotta quando l'incrociatore da battaglia Moltke ebbe una grave avaria e fu rimorchiato in porto. La Nassau, l'Ostfriesland e la Thüringen furono riunite in una forza speciale per l'Operazione Schlußstein (chiave di volta), che avrebbe dovuto portare all'occupazione di San Pietroburgo. L'8 agosto, la Nassau imbarcò 250 soldati a Wilhelmshaven e si diresse verso il Mar Baltico. Le tre navi raggiunsero il Baltico per il 10 agosto, ma l'operazione fu prima rinviata ed infine annullata. La forza speciale fu disciolta il 21 agosto, e le navi tornarono a Wilhelmshaven il 23.
La Nassau e le tre pari classe, avrebbero dovuto partecipare all'ultima azione della Hochseeflotte. Dalla base di Wilhelmshaven, la flotta tedesca, si sarebbe diretta in forze contro le coste inglesi per affrontare la Grand Fleet; Scheer—ora il Großadmiral della flotta—si proponeva di infliggere il massimo dei danni alla flotta britannica, per ottenere migliori condizioni di resa, sacrificando la flotta tedesca. Ma, mentre la flotta si riuniva a Wilhelmshaven, i marinai, stanchi della guerra, iniziarono a disertare in massa. Il 24 ottobre 1918, fu dato l'ordine di salpare da Wilhelmshaven. Dalla notte del 29 ottobre, i marinai della Thüringen e di altre numerose navi si ammutinarono. La rivolta degli equipaggi costrinse Hipper e Scheer ad annullare l'operazione.

### Destino finale
In seguito alla resa della Germania nel novembre 1918, la maggior parte delle navi appartenenti alla Hochseeflotte, sotto il comando del contrammiraglio Ludwig von Reuter, furono condotte presso la base navale britannica di Scapa Flow. Mentre alla Nassau ed alle sue tre pari classe, insieme alle quattro navi della classe  Nassau, fu concesso di rimanere nei porti tedeschi durante i negoziati. In questo periodo, da novembre a dicembre, Hermann Bauer fu il comandante della Nassau. La mattina del 21 giugno, la flotta britannica lasciò Scapa Flow per condurre delle esercitazioni in mare, e alle 11:20 Reuter trasmise l'ordine alle sue navi di autoaffondarsi. Di conseguenza, le quattro navi della classe Nassau furono trasferite alle potenze Alleate in riparazione delle navi affondate a Scapa Flow. La Nassau fu ceduta al Giappone il 7 aprile 1920, ma il governo giapponese non mostrò interesse per la nave che fu venduta nel giugno del 1920 ad un cantiere britannico, che la demolì a Dordrecht.